# Sulili
Sulili o Sulilu (accadi: 𒋢𒇷𒇷, Su-li-li) va ser rei d'Assíria el considerat fundador de la reialesa. La Llista dels reis d'Assíria el considera el vint-i-sisè rei de la dinastia. Va ser el primer governant d'Assur.
Sulili hauria començar a regnat al període d'Ibbi-Sin, quan el poder de la Tercera dinastia d'Ur declinava ràpidament i s'hauria independitzat del regne d'Ur. No obstant les Llistes reials esmenten 26 reis anteriors, 17 reis nòmades "que vivien en tendes" i 10 reis més "dels quals es coneix el pare". Com que la llista de reis no indica cap parentiu entre els 15 primers, s'ha pensat que potser eren els caps de tribus que quan es van unir, va néixer Assíria, i que el setzè rei, Uixpia, fundador del temple d'Assur, va posar fi a la vida nòmada i va iniciar una continuïtat dinàstica cap al final del segle xxii aC o al segle xxi aC. Des d'Uixpia, els reis es succeeixen de pare a fill, per deu generacions (això donaria uns 200 anys) fins a arribar a l'onzè, Sulili que és el primer d'una sèrie de sis reis. Aquests reis tindrien "el nom gravat en rajola", però no hi consta el nom del pare com en els deu precedents. Però com que la ciutat d'Assur i el culte al déu Asshur existien ja abans de regnat de Sargon I (com consta en alguns texts uns 200 anys abans), Uixpia hauria hagut de fundar Assur abans del 2000 aC i després del 2500 aC. L'arqueologia demostra que Assur existia cap aquesta data. Se sap que la Llista dels reis no inclou els períodes de dominació estrangera perquè Zarikum, que es qualifica de governador (sakkanakkum) d'Assur per compte del rei Amar-Sin d'Ur, no figura a les Llistes reials.
Sulili apareix en una inscripció posterior (segons el costum assiri de relacionar ancestres) com a successor d'Enlil-Kapkapi o Bel-kap-kapu (Bel-kapkapi o Belkabi) que com que és un personatge desconegut s'ha suposat que seria el mateix rei esmentat amb el número 25 a la llista de reis, amb el nom de Ila-kabkabu, i com que el successor d'aquell rei va ser el seu fill Aminu, es podria suposar que Sulili va ser un fill d'Aminu, però podria ser una suposició errònia: Ila-kabkabu va ser el suposat pare de Xamxi-Adad d'Ekal·latum i d'Aminu d'Assur, però aquesta separació no es va establir abans del segle xix aC. Així si Sulili va succeir a Aminu, va haver de ser contemporani de Xamxi-Adad, governant un a Ekal·latum i Shubat-Enlil i l'altra a Assur i això donaria una datació pel seu regne entre el 1900 aC i el 1800 aC.
El fet que el seu successor Kikkiya hagués construït la muralla d'Assur s'interpreta com que Sulili va ser el darrer sobirà que va dependre de la Tercera dinastia d'Ur almenys durant una bona part del seu regnat, i el seu successor va indicar la independència amb la construcció de la muralla. La III dinastia d'Ur va durar en la cronologia curta del 2055 aC al 1940 aC i en la mitjana del 2119 aC al 2003 aC, datacions que permeten diverses combinacions, però el seu regnat se situaria segons les diverses cronologies entre, potser el 2020 (cronologia llarga), el 1960 aC ((cronologia mitjana) i el 1920 aC (cronologia curta), però Ila-kabkabu governava més o menys entre el 1900 aC (cronologia llarga), 1850 aC (en la cronologia mitjana) o 1800 aC (en la curta) i, per tant, no podia ser avi de Sulili en cap cas. Es podria suposar doncs que Sulili va ser contemporani d'un dels ancestres coneguts d'Ila-kabkabu i descendent efectivament d'aquest desconegut Bel-kap-kapu (Bel-kapkapi o Belkabi). Hi havia doncs dues dinastia governant a Assíria, no necessàriament a Assur doncs com se sap Xamxi-Adad I no tnia pas aquesta ciutat com a centre del seu imperi. Que Sulili fos un sakkanakkum per compte d'Ur que va conservar el poder, és una teoria més; segons això el país d'Assur o Assíria estava dominat per una unió de tribus amorrites de las que Uixpia en va ser cap i va fundar el temple en la ciutat ja existent, mentre que Sulili representava el poder estranger ocupant, que en un moment donat perd els vincles amb la dinastia d'Ur i queda independent. Així durant uns dos-cents anys coexisteixen un poder polític-militar i un poder tribal-religiós.